# Xã Powhattan, Quận Brown, Kansas
Xã Powhattan (tiếng Anh: Powhattan Township) là một xã thuộc quận Brown, tiểu bang Kansas, Hoa Kỳ. Năm 2010, dân số của xã này là 888 người.